# Manuel Zanutelli Rosas
Manuel Zanutelli Rosas (Callao, 12 de octubre de 1934) es un periodista y escritor peruano.

## Biografía
Cursó sus estudios superiores en la Facultad de Letras de la Universidad Mayor de San Marcos.
Se dedicó al periodismo, suscribiendo en la página editorial del diario La Prensa (1975-1983) y ejerciendo como director del diario El Callao (1975-1977). También se dedicó a la investigación histórica, estudiando fundamentalmente la historia republicana del Perú. Su tema preferente es la Guerra del Pacífico.
Entre 1979 y 1980, con ocasión del centenario de la Guerra del Pacífico, fue llamado a publicar artículos referidos a dicha contienda, dentro de la serie de publicaciones de la Comisión Permanente de la Historia del Ejército del Perú.
Es miembro correspondiente del Centro de Estudios Histórico-Militares y ha sido distinguido por el Ejército y por la Marina por haber obtenido el primer lugar en concursos de carácter histórico promovidos por ambas instituciones.

## Publicaciones
Ha publicado:
- El Callao, nuestro puerto (1973)
- Evocaciones históricas (1978), recopilación de artículos.
- Héroes y marinos notables (1993)
- Emilio San Martín: su entorno y su época (1994)
- La huella de Italia en el Perú (2001)
- El almirante Grau y la plana menor del Huáscar (2003)
- La saga de los González Prada (2003)
- Periodistas peruanos del siglo XIX. Itinerario biográfico (2005)
- En los hombres que guardan memoria. Biografía del capitán de navío Francisco Quiroz Tafur (2006)
- Andrés Avelino Cáceres, héroe de la resistencia (2009)
- El senador Ricardo Palma y otros estudios¨(2011)
- Francisco Bolognesi. En la paz y en la guerra (2014)

Sus investigaciones sobre la Guerra del Pacífico fueron publicadas en 1980 por la Comisión Permanente de la Historia del Ejército del Perú en La Epopeya del Morro de Arica (1880) y en Los héroes de la Breña (1982), en colaboración con otros autores.